# 新宿シティハーフマラソン

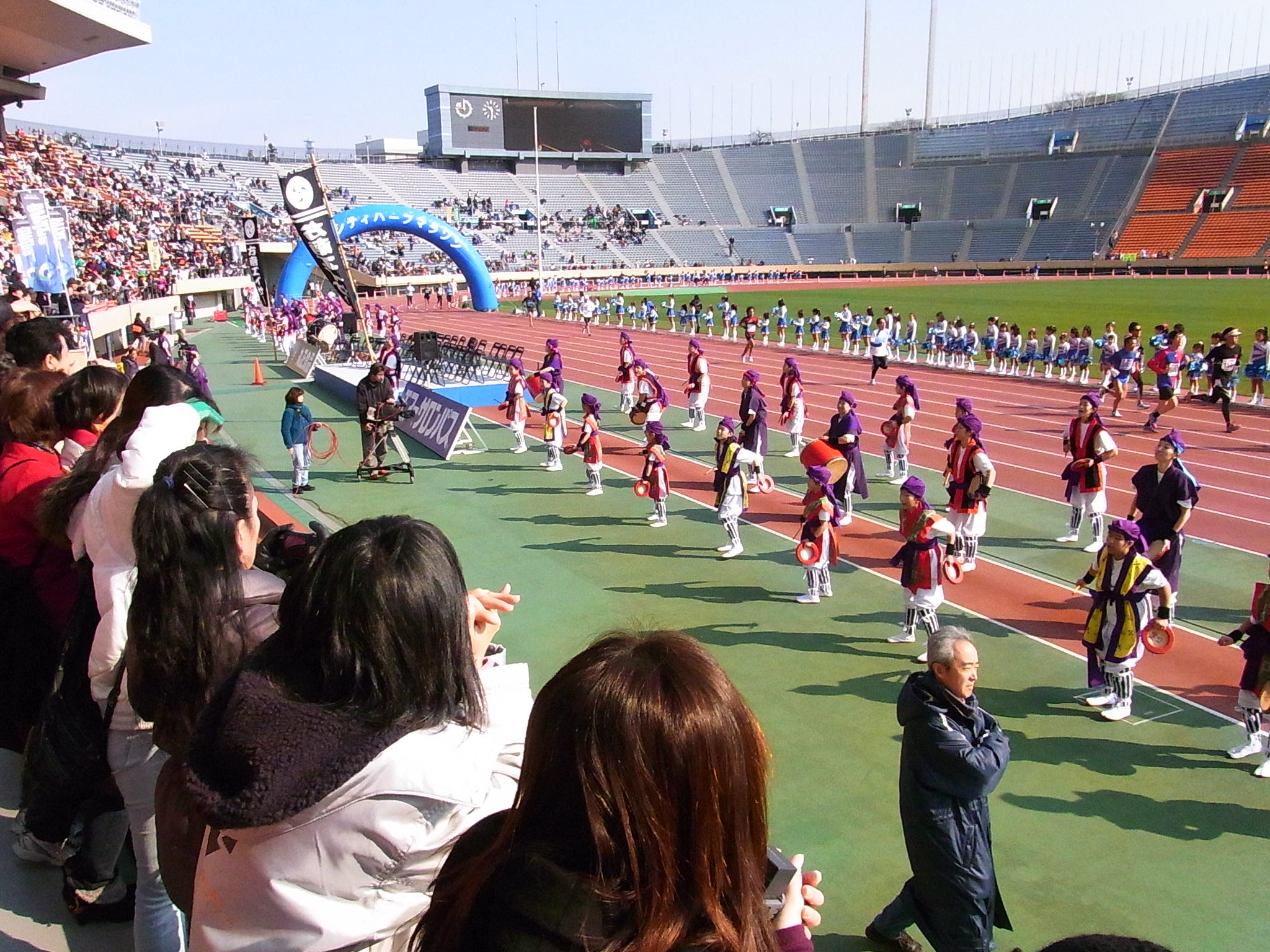
新宿シティハーフマラソン 2010（2010年1月31日撮影）

新宿シティハーフマラソンは東京都新宿区で、毎年1月に開催されるハーフマラソンを主としたロードレースである。

## 概要
2003年に創設。2014年大会までは国立競技場発着であったが、国立の改修工事に伴い、出発点が聖徳記念絵画館前、フィニッシュ地点が神宮球場に変更された。2021・22年は中止。
2016年大会から知的障がい者陸上競技のハーフマラソンの日本一を決める日本IDハーフマラソン選手権大会として開催されているほか、42.195mで行われるひよこの部もある。